# Antiga Fàbrica de la Seda de Vinalesa
L'Antiga Fàbrica de la Seda de Vinalesa és un edifici de la segona meitat del segle xviii que inicialment albergà la Fábrica Nacional de la Seda i que, amb el pas del temps, fou fàbrica de teixits d'espart i jute. Fou també la base operativa d'una important empresa d'adobs. L'edifici és una ampla nau amb sostres de fusta i altres petites dependències adossades, però el més notable com a element del patrimoni hidràulic era la gran roda vertical que es construí sobre la séquia i que generava la força motriu de les màquines. Segons ens descriu Cavanilles a les darreries del segle xviii, recibe el impulso general de las aguas que corren por la acequia, las quales mueven una rueda de 104 palmos de diámetro, y esta á varias máquinas distribuidas en salas espaciosas. Para el torcido de han dispuesto 22 máquinas, y en ellas 48 ruedas, moviendo cada rueda quatro husos. Catorce de dichas máquinas sirven para torcer la seda á un cabo o hilo solamente, siete para torcerla á dos, y la última para tramas. En otra pieza hay tambien 22 máquinas, las 19 para devanar y cada una pone en movimiento 36 madexas, que cuida con comodidad una sola muchacha; las tres restantes sirven para doblar, y ocupan seis mugeres, cuidando de treinta rodetes cada una.
Actualment està abandonada aquesta funció fabril i després d'una restauració quasi integral, és un centre social i municipal. Acull diferents serveis municipals: ajuntament, biblioteca, centre de salut, associacions locals, gimnàs, aules formatives, sala d'exposicions, llar dels jubilats, nau de festes, etc.

## Història
Aquesta fàbrica fou fundada a les acaballes del segle xviii per la família Lapayesse, la qual la convertí en el primer cas de centre fabril valencià utilitzant la força motriu de l'aigua de la Reial Séquia de Montcada. El gran botànic Cavanilles explicava que sirve aquella fábrica para hilar, devanar y torcer de diferentes modos la seda, y prepararla para los usos correspondientes. Cap a 1820-30 fou propietat de Josep Casadeván, i en 1839 ja havia sigut comprada per la família Trénor, en les mans de la qual romandria una bona part del segle xix. Aquest edifici té una importància històrica i documental reconeguda en el procés industrialitzador valencià.